# Упирвичі
Упирвичі (рос. Упирвичи) — присілок в Торжоцькому районі Тверської області Російської Федерації.
Населення становить 38 осіб. Входить до складу муніципального утворення Мошковське сільське поселення.

## Історія
Від 2005 року входить до складу муніципального утворення Мошковське сільське поселення.

## Населення
| 1859 | 1884 | 2002 | 2010 |
| ---- | ---- | ---- | ---- |
| 390  | ↘382 | ↘52  | ↘38  |